# Ms. New Booty
«Ms. New Booty» es una canción de hip hop del rapero estadounidense Bubba Sparxxx, que cuenta con los gemelos Ying Yang Twins cantando los versos del medio de la canción y Mr. Collipark, que proporcionó la producción. Fue el primer sencillo lanzado de su tercer álbum de estudio, The Charm (2006).
Ms. New Booty recibió una mezcla de críticas por parte de los críticos que fueron divididos por la elección de Bubba de cambiar su producción y el contenido lírico hacia la tarifa más habitual. La canción alcanzó el número 7 en el Billboard Hot 100, dando a Bubba su más alto gráfico de ganancias hasta la fecha, alcanzó los puestos 3, 7 y 9 en Hot Rap Songs, Hot R&B/Hip-Hop Songs y Mainstream Top 40. La canción fue certificada Oro por la Recording Industry Association of America (RIAA), denotando ventas de más de medio millón de unidades en ese país.
El video musical (dirigido por Marcus Raboy) cuenta con Bryan Callen y Bubba Sparxxx como los anfitriones de un infomercial.

## Recepción de la crítica
Ms. New Booty recibió críticas generalmente mezcladas de los críticos especializados que cuestionaron la decisión de Bubba de entregar un cliché mainstream hip-hop track.
Mike Diver de Drowned in Sound dijo que a pesar de la inclusión de los Ying Yang Twins, la canción no se aleja del flujo relajado de Bubba de contenido sexual sobre la producción digna de la danza. Nathan Rabin de The A.V. Club encontró la vibración femenina de la canción tolerable debido al flujo sensible de Bubba, diciendo que "él conserva una formalidad cortesana que lo distingue". Steve 'Flash' Juon de RapReviews dijo que la producción y el flujo energético de Bubba logran levantar la canción por encima de las letras subpar, diciendo: «Es cierto que Bubba no va a ganar ningún "Best Lyric Writing of 2006" para esta canción, pero entre él y los Ying Yang no es difícil ver quién sale como un campeón».

## Posicionamiento
| Listas (2006)                        | posición |
| ------------------------------------ | -------- |
| U.S. Billboard Hot 100               | 7        |
| U.S. Billboard Hot R&B/Hip-Hop Songs | 7        |
| U.S. Billboard Hot Rap Tracks        | 3        |
| U.S. Billboard Pop 100               | 10       |

- Datos: Q6930100